# Vladimír Dlouhý (herec)
Vladimír Dlouhý (10. června 1958 Praha – 20. června 2010 Praha) byl český divadelní, filmový a dabingový herec, držitel dvou Českých lvů za nejlepší výkon ve vedlejší roli, bratr herce Michala Dlouhého a podnikatele Olivera Dlouhého.

## Život
S herectvím začal již v dětském věku, když byl v roce 1970 obsazen do Kachyňova snímku Už zase skáču přes kaluže. Za roli malého Adama, který se těžce potýká s dětskou obrnou, dostal své první ocenění Zlatého Dudka. Kariéru herce původně neplánoval, chtěl být po vzoru otce stavařem a také se intenzivně věnoval lednímu hokeji. Nakonec však vystudoval pražskou konzervatoř (odmítl ale napsat diplomovou práci, za absolutorium považoval absolventské představení, jako herec odmítal psát „elaborát“). Po vojenské službě působil nejprve v Divadle Na zábradlí, poté hrál v Městských divadlech pražských, resp. v Divadle Rokoko a nakonec ve Vinohradském divadle (1997–2006).
Pro svůj mimořádný herecký talent dokázal zaujmout v rolích pohádkových hrdinů i dramatických postav, za roli ve filmu Hlídač č. 47 obdržel cenu Českého lva za vedlejší roli. Věnoval se také dabingu, svůj hlas propůjčoval např. Tomu Hanksovi.

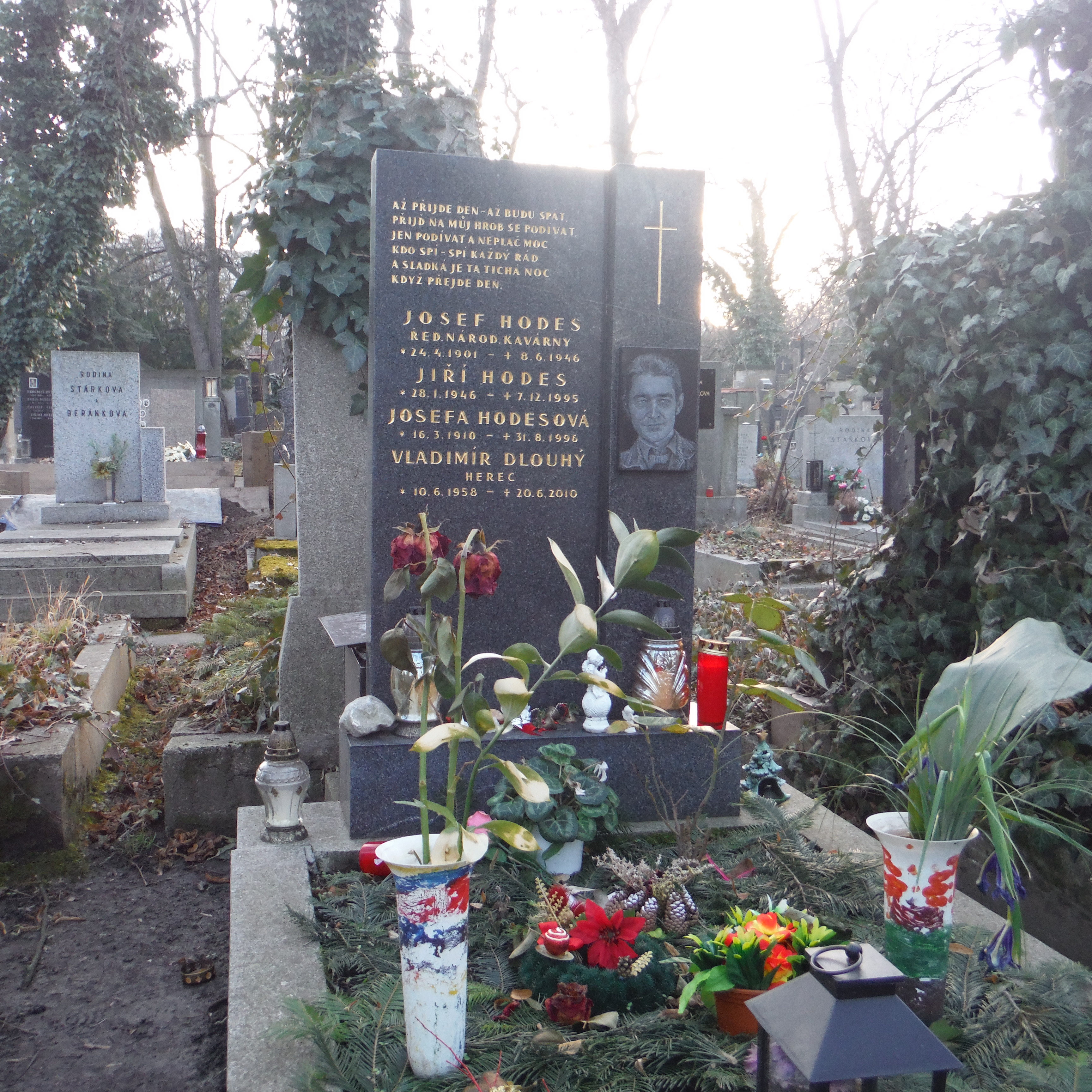
Hercův hrob na Olšanských hřbitovech

Poprvé byl ženatý s Gabrielou Svárovskou, která pracovala v Kanceláři prezidenta republiky, s níž měl dceru Danielu (* 1997). Při natáčení televizního filmu Den, kdy nevyšlo slunce (2002) se seznámil s herečkou Petrou Jungmanovou a v roce 2006 se jim narodila dvojčata Jiří a Jan. S Jungmanovou se roku 2008 oženil.
Zemřel ve věku 52 let na karcinom žaludku, ještě před premiérou svého posledního filmu Kajínek. Za něj v roce 2011 získal in memoriam cenu Český lev za nejlepší mužský výkon ve vedlejší roli.

## Divadelní role – výběr
- 1980 Borislav Pekič: Jak zaříkávat upíra, Johnny (j. h.), Divadlo E. F. Buriana, režie Srdjan Klečak j. h.
- 1982 Jan Drda: Hrátky s čertem, Lucius (j. h.), Tylovo divadlo, režie Václav Hudeček
- 1984 Euripidés: Ifigenie v Aulidě, Achilleus, Divadlo Na zábradlí, režie Jan Kačer
- 1987 Albert Camus: Caligula, titulní role, Divadlo Na zábradlí, režie Ivan Rajmont
- 1989 Molière: Don Juan, Alonso, Divadlo Na zábradlí, režie Jan Grossman
- 1992 Brian Phelan: Výhybkáři, Edward, Divadlo Bez zábradlí, režie Viktor Polesný
- 1993 William Shakespeare: Macbeth, titulní role (j. h.), Činoherní studio Ústí nad Labem, režie Viktor Polesný j. h.
- 1994 Norman Mailer: Katova píseň, Gary (alternace Marek Ronec), Divadlo Rokoko, režie Zdeněk Potužil
- 1996 Vladimir Nabokov: Smích ve tmě, Axel Rex, Divadlo Rokoko, režie Ondřej Zajíc
- 1997 Jiří Hubač: Hostina u Petronia, Nero, Divadlo na Vinohradech, režie Petr Novotný j. h.
- 1997 M. J. Lermontov: Maškaráda, Arbenin, Divadlo na Vinohradech, režie Vladimír Strnisko j. h.
- 1998 Oscar Wilde: Jak je důležité míti Filipa, Algernon, Divadlo na Vinohradech, režie Jiří Menzel
- 1999 Josef Čapek, Karel Čapek: Ze života hmyzu, tulák, Divadlo na Vinohradech, režie Zdeněk Kaloč
- 2000 Vladimír Körner: Huncléder, Eliáš, Divadlo na Vinohradech, režie Juraj Deák j. h.
- 2000 Václav Havel: Rodinný večer, Vernisáž, Bedřich, Divadlo na Vinohradech, režie Jan Burian j. h.
- 2000 G. G. Márquez: Sto roků samoty, Aureliano, Divadlo na Vinohradech, režie Petr Novotný j. h.
- 2003 William Shakespeare: Othello, Jago, Divadlo na Vinohradech, režie Jan Novák
- 2004 Jean Anouilh: Tomáš Becket, král Jindřich, Divadlo na Vinohradech, režie Jan Novák
- 2006 Thomas Keneally: Pod Jižním křížem, major Robbie Ross, Palác Blaník Praha, režie Kateřina Iváková
- 2007 Israel Horovitz: Příliš drahá Mathilda, Mathias, Palác Blaník Praha, režie Kateřina Iváková

## Filmografie
- 1970 Už zase skáču přes kaluže
- 1971 Dobrodružství na Labi
- 1972 Ukradená bitva
- 1973 Počkám, až zabiješ
- 1974 Kvočny a Král
- 1974 Na startu je delfín
- 1974 Osud jménem Kamila
- 1974 Robinsonka
- 1975 Anna, sestra Jany
- 1975 Matka (seriál)
- 1975 Plavení hříbat
- 1976 Konečně si rozumíme
- 1976 Ostrov stříbrných volavek
- 1977 Hop - a je tu lidoop
- 1977 Šestapadesát neomluvených hodin
- 1978 Cesta domů
- 1978 Mapa zámořských objevů
- 1979 Chvíle pro píseň trubky
- 1979 Indiáni z Větrova
- 1980 Arabela (seriál)
- 1980 Něco je ve vzduchu
- 1980 Peripetie
- 1980 Už vám není dvacet, paní Bláhová
- 1981 Cesta do Rokycan
- 1981 Dynastie Nováků (seriál)
- 1981 Mezičas
- 1981 O Vánocích už nechci slyšet ani slovo
- 1982 Dobrá Voda (seriál)
- 1982 Doktor z vejminku (seriál)
- 1982 O labuti
- 1982 Poslední vlak
- 1983 Větrná setba
- 1984 Berete se dobrovolně
- 1984 Láska z pasáže
- 1984 S čerty nejsou žerty
- 1984 Sanitka (seriál)
- 1985 Bylo nás šest (seriál)
- 1985 Revue za šest korun
- 1985 Slavné historky zbojnické (seriál)
- 1986 Nám se to stát nemůže
- 1986 Prstýnek bez kamínku
- 1986 Přepadení
- 1986 Případ Kolman
- 1986 Sardinky aneb Život jedné rodinky
- 1986 Zlá krev (seriál)
- 1987 Motovidla
- 1987 Nejistá sezóna
- 1987 O lesním království
- 1987 Strom pohádek (seriál)
- 1987 Sychravé království
- 1988 Druhý dech (seriál)
- 1988 Přejděte na druhou stranu (seriál)
- 1988 Strom pohádek: Rozhodni obraze krásný
- 1989 Dobrodružství kriminalistiky (seriál)
- 1989 Případy podporučíka Haniky (Serial)
- 1989 Než poznáš první úsměv
- 1989 Sáňkování není povoleno
- 1990 Don Juan (divadlo)
- 1990 Kdo dostane burák?
- 1990 Princezna Slonbidlo
- 1990 Případy pana Janíka
- 1990 Přísahám a slibuji (seriál)
- 1991 Largo desolato (divadlo)
- 1992 O princi, který měl o kolečko víc
- 1991 O třech stříbrných hřebenech
- 1991 Zálety koňského handlíře
- 1992 Hříchy pro pátera Knoxe (seriál)
- 1992 Tvář za sklem
- 1993 Arabela se vrací aneb Rumburak králem Říše pohádek (seriál)
- 1993 Laskavý divák promine (seriál)
- 1994 Divadelní román
- 1995 Hříchy pro diváky detektivek (seriál)
- 1995 Malostranské humoresky
- 1995 Omyl děda Vševěda
- 1995 Ruleta
- 1996 Bumerang
- 1996 Cesta do pekla a zpátky
- 1996 Poe a vražda krásné dívky
- 1997 Báječná léta pod psa
- 1997 Bronzová koruna
- 1997 Knoflíkáři
- 1997 Kouzelnice
- 1997 První a poslední
- 1998 Čas dluhů
- 1998 Ex offo
- 1998 Stříbrný a Ryšavec
- 1998 Zítra vystoupím v Trondheimu
- 1999 Jistota
- 1999 O princezně z Rimini
- 1999 Přepadení
- 2000 Cestující bez zavazadel
- 2000 Pravdivý příběh Antonie Pařízkové, lehké holky s dobrým srdcem
- 2000 Přízraky mezi námi (seriál)
- 2001 Azyl
- 2001 Černí andělé (seriál)
- 2001 Den, kdy nevyšlo slunce
- 2001 Elixír a Halíbela
- 2001 O ztracené lásce (seriál)
- 2001 Ta třetí
- 2003 Jedna ruka netleská
- 2003 Město bez dechu
- 2004 Krev zmizelého
- 2004 Milenci & Vrazi
- 2004 Nadměrné maličkosti: Bahno
- 2004 Non Plus Ultras
- 2005 Pohádka o houslích a viole
- 2005 Rána z milosti
- 2005 Revizor
- 2006 Hranice
- 2006 Krev zmizelého
- 2006 Malé velké gatě
- 2006 Swingtime
- 2006 Škodná
- 2007 Hraběnky (seriál)
- 2008 Aljona
- 2008 Hlídač č. 47
- 2008 Sněžná noc
- 2008 Sofie a ukradený poklad
- 2008 Vlna (seriál)
- 2008 Ženy mého muže
- 2009 Klub osamělých srdcí
- 2009 Smyčka
- 2009 Zakázaný člověk
- 2010 Domina
- 2010 Post Bellum
- 2010 Kajínek
- 2011 Expozitura (seriál)

## Práce pro rozhlas
- 1999 Dmitrij Sergejevič Merežkovskij: Leonardo da Vinci, desetidílný rozhlasový seriál. Z překladu Anny Teskové připravil dramatizaci Roman Císař, v dramaturgii Jany Paterové režírovala Markéta Jahodová. Osoby a obsazení: Leonardo da Vinci (Viktor Preiss), Giovanni /Antonio/ Boltraffio (Tomáš Petřík), Cipriano Buonaccorsi (Karel Pospíšil), Grillo (Stanislav Fišer), Antonio da Vinci (Rostislav Čtvrtlík), Giorgio Merula (Vladimír Ráž), Strocco (Pavel Pípal), Faustino (Rudolf Kvíz), Girolamo Savonarola (Jiří Zahajský), Cesare da Sesto (Vladimír Dlouhý), Salaino, vl.jm. Gian Giacomo Caprotti (Jan Hrubec), Marco d'Oggione (Zdeněk Hruška), Mona Cassandra (Lenka Krobotová), Zoroastro (Alois Švehlík), dvorní topič (Steva Maršálek) a další. Hudba: Lukáš Matoušek.[7]